# Microrganismi effettivi
I microrganismi effettivi o efficaci, in lingua inglese effective microorganism (EM), sono prodotti e tecnologie agricole ed ambientali prodotti dalla ditta EM Research Organization, Inc.. Nonostante quanto dichiarato dai produttori, gli studi attualmente disponibili sono giunti alla conclusione che effetti benefici a lungo termine non sono dimostrati.